# David Storch
David Storch (* 18. června 1970 Praha) je český ekolog a biolog zabývající se zejména makroekologií, ekologickou teorií a problematikou biodiverzity, dále evoluční ekologií a biogeografií.

## Život a činnost
Studoval na Přírodovědecké fakultě UK (PřF UK); v roce 1993 získal magisterský titul v oboru speciální biologie a ekologie, v roce 1998 pak Ph.D. v oboru zoologie. V roce 2006 se stal docentem v oboru zoologie, v roce 2013 profesorem ekologie na PřF UK. Kromě PřF UK vyučuje externě na Přírodovědecké fakultě Univerzity Palackého a Přírodovědecké fakultě Jihočeské univerzity.
Od roku 1998 působí v Centru pro teoretická studia (CTS), společném pracovišti UK a Akademie věd, které v letech 2008–2018 také vedl. Od roku 2011 je předsedou výboru České společnosti pro ekologii a od roku 2018 členem Učené společnosti České republiky. Působil ve státní Grantové agentuře ČR (v období 2008–2013 člen panelů) a Agentuře ochrany přírody a krajiny (od roku 2016 člen Rady).
Přispívá do časopisů Vesmír a Fórum ochrany přírody, je editorem časopisů Ecology Letters a Global Ecology and Biogeography a pravidelně přispívá komentáři pro Český rozhlas (pořad Jak to vidí... na stanici Český rozhlas Dvojka).

## Publikační činnost (výběr)
- Jiří Sádlo, David Storch: Biologie krajiny: Biotopy České republiky, Vesmír 1999
- Stanislav Mihulka, David Storch: Úvod do současné ekologie, Portál 2000
- Sabine Begallová, Hynek Burda, Stanislav Mihulka, David Storch, Jan Zrzavý: Jak se dělá evoluce: Labyrintem evoluční biologie, Argo, Dokořán 2017
- Petr Pokorný, David Storch, kol.: Antropocén, Academia 2020